# Behavioral and Brain Functions
Behavioral and Brain Functions (română: Funcții comportamentale și cerebrale) este o revistă științifică cu comitet de referenți care publică articole originale în domeniul neuroștiințe comportamentale.
Conform Journal Citation Reports, revista avea un factor de impact de 3,950 în 2021. Fondator și editor este Terje Sagvolden. Editor actual este Wim E. Crusio.